# Gnidia subcordata
Gnidia subcordata är en tibastväxtart som beskrevs av Carl Daniel Friedrich Meisner. Gnidia subcordata ingår i släktet Gnidia och familjen tibastväxter. Inga underarter finns listade i Catalogue of Life.